# Edingen-Neckarhausen
Edingen-Neckarhausen est une commune de Bade-Wurtemberg (Allemagne), située dans l'arrondissement de Rhin-Neckar, dans l'aire urbaine Rhin-Neckar, dans le district de Karlsruhe.

## Personnalités liées à la ville
- Charles Ier Louis du Palatinat, électeur mort à Edingen.
- Ernest Henri de Saxe (1896-1971, prince mort à Neckarhausen.
- Helmut Engel (1940-2020), théologien mort à Edingen-Neckarhausen.